# ديفيد إل. ستاين
ديفيد إل. ستاين (بالإنجليزية: David L. Stine)‏ هو مهندس معماري أمريكي، ولد في 1857، وتوفي في 3 أغسطس 1941.